# Planet Awards
Planet Awards var en tilbagevendende musikbegivenhed på Færøerne, hvor færøske musikere og sangere blev hædret et par dage før nytårsaften. Prisen blev nedlagt i 2013, efter at internetportalen planet.fo, som var en del af portal.fo, blev solgt og navnet derfor ikke længere kunne bruges af Miðlahúsið, som førhen brugte portal.fo som deres nyhedsportal efter aftale med Føroya Tele, som ejede internetportalen. I januar 2014 blev en ny lignende pris etableret, dog med endnu flere kategorier og arrangeres af tre forskellige arrangører: Nordens Hus i Tórshavn, Kringvarp Føroya (Færøernes Radio) og Miðlahúsið, som er avisen Sosialurin, radiostationen Rás 2 og internetportalen in.fo. I januar 2014 blev en ny færøsk musikpris etableret, den kaldes Faroese Music Awards og vil holdes første gang den 15. marts 2014.
Fem sangere eller musik grupper nomineres, og så kan folk sende sms ind til en afstemning, den som får flest sms vinder. Det er Miðlahúsið, som arrangerer Planet Awards. Miðlahúsið er en sammenslutning af avisen Sosialurin, radiostationen Rás 2 og nyhedsportalen Portal.fo, som er Færøernes mest benyttede. Priserne uddeles ved en fest den 27. eller 28. december hvert år. I 2012 vandt Eivør Pálsdóttir tre Planet Awards. Lena Anderssen vandt også tre Planet Awards i 2011.

## Planet Awards - Kategorier
Planet Awards blev uddelt i disse kategorier:
- Årets gruppe (eller artist)
- Årets artist
- Årets album
- Årets kvindelige sanger
- Årets mandlige sanger
- Årets nye gruppe eller artist
- Årets sang
- Årets Skulderklap kan gives til en artist eller person, som har udvist noget særligt for færøsk musik.

Nogle kategorier har været før, som ikke var de senere år, f.eks. var der en kategori med Årets udenlandske navn, men den fandtes kun de første år.

## Vindere af Planet Awards 2012
- Hamferð - Årets gruppe
- Eivør - Årets artist
- Hans Andrias Jacobsen - Årets nye gruppe eller artist
- Finnur Koba - Årets mandlige sanger
- Eivør - Årets kvindelige sanger
- Eivør - Årets album - Room
- All in - Årets sang - med sangen Vanja (Jákup Eli Joensen' sang, som også var årets sang i 2011, All in lavede en ny version af sangen.)
- Robert Mc Birnie fik Årets Skulderklap

### De nominerede 2012

#### Årets musikgruppe
- Hamferð
- Frodi & The Pink Slips
- 200
- Týr
- Divaz

#### Årets artist
- Stanley Samuelsen
- Hanus G. Johansen
- Høgni Lisberg
- Eivør
- Teitur

#### Årets nye artist/band
- Sakaris
- Urbanus
- Sveinur Gaard Olsen
- Hans Andrias
- Kristel Lisberg

#### Bedste sanger
- Teitur
- Finnur Koba
- Marius Ziska
- Høgni Lisberg
- Fróði Hansen

#### Bedste sangerinde
- Eivør
- Greta Svabo Bech
- Lív Næs
- Evi Tausen
- Kristina Bærendsen

#### Årets album
- Høgni Lisberg - Con Man
- Eivør – Room
- Sanganna Veingir - M.C. Restorff
- Frodi & The Pink Slips - The Mouse
- 200 – Vendetta

#### Årets sang
- All In – Vanja
- Signar í Homrum – Mín skattur
- Eivør – Rain
- Dynamitt – Hví gongur Tom altíð skid
- 200 – Við love skulu vit land byggja

## Vindere af Planet Awards 2011
- Swangah Dangah - Årets gruppe[4]
- Swangah Dangah - Årets nye gruppe
- Lena Anderssen - Årets kvindelige sanger[5]
- Hans Edward Andreasen - Årets mandlige sanger (han er forsanger i The Dreams)[6]
- Lena Anderssen - Årets artist
- Lena Anderssen - Årets album
- Jákup Eli Joensen – Årets sang - Vanja[7]
- Nicolina av Kamarinum - Planet Skulderklap 2011[8]

## Vindere af Planet Awards 2010
Vinnararnir av Planet Awards 2010 vóur hesi:
- Årets album: Terji & Føstufressar – Tvey [9]
- Årets nye gruppe: Hamferð
- Ársins sangari: Jens Marni Hansen
- Ársins songkvinna: Anna Katrin Egilstrøð
- Årets gruppe:  The Dreams[10]
- Årets sang: Grandma’s Basement – Hon fær ongantíð nokk
- Årets YouTube video: Effo-drongurin í Sørvági (den kategori var kun i 2010)
- Årets musik photo: Jón K. Joensen (den kategori var kun i 2010)
- Årets Planet Skulderklap: Rytmiske koret i Hoydalar (Hoydalar er stednavnet for Gymnasiet i Tórshavn) koret fik prisen for deres musicals siden 1997).

## Vindere af Planet Awards 2009
- Årets artist/gruppe: Páll Finnur Páll [11]
- Årets album: The Sky is Opening - Guðrið Hansdóttir
- Årets kvindelige sanger: Eivør Pálsdóttir
- Årets mandlige sanger: Brandur Enni
- Årets nye gruppe: Oniontree
- Årets sang: Under the sun - The Dreams
- Planet skulderklap - Frændur

### De nominerede i 2009

#### Bedste band eller artist
- Høgni Lisberg[12]
- Orka
- Páll Finnur Páll
- SIC
- The Dreams

#### Bedste album
- By the Light of the Northern Star - Týr
- Koder på snor - Valravn
- Stokkhólmssyndromið - 200
- The Sky is Opening - Guðrið Hansdóttir
- Tokyó - Petur Pólson

#### Bedste sangerinde
- Anna Katrin Egilstrø
- Eivør Pálsdóttir
- Guðrið Hansdóttir
- Lena Anderssen
- Linda Andrews

#### Bedste sanger
- Brandur Enni
- Eyðun Nolsøe
- Hans Marius Ziska
- Høgni Lisberg
- Mikkjal Gaard Hansen

#### Bedste nye band eller artist
- Analog Norð
- Bendar Spónir
- Fróði Hansen
- Katrina Petersen
- Oniontree

#### Bedste sang
- Kelling - Valravn
- Sometimes truth needs a lie - Brandur Enni
- Soul Company - Høgni Lisberg
- Nú brennur tú í mær (live) - Eivør
- Under the sun - The Dreams

## Planet Awards 2008
- Bedste mandlige sanger: Jens Marni Hansen[13]
- Bedste kvindelige sanger: Lena Anderssen

## Planet Awards 2007
- Bedste sanger: Pætur Zachariassen
- Bedste sangerinde: Guðrið Hansdóttir
- Bedste Album: Lena Anderssen Let Your Scars Dance[14]

## Planet Awards 2006
- Bedste nye gruppe: Boys In A Band
- Bedste artist/gruppe: Teitur
- Bedste album: Teitur
- Bedste sanger: Rókur Jákupsson
- Bedste kvindelige sanger: Eivør Pálsdóttir
- Bedste udenlandske gruppe: Nephew
- Årets Planet skulderklap: Karl Anton Klein

## Planet Awards 2005
- Årets album: Høgni Lisberg: Morning Dew[15]